# Brenda White
Brenda White (* 4. Februar 1966 in Burlington) ist eine ehemalige US-amerikanische Skilangläuferin.
White, die für die University of Vermont startete, siegte bei den NCAA-Meisterschaften 1988 und belegte bei den Olympischen Winterspielen 1992 in Albertville den 49. Platz über 30 km Freistil und den 36. Rang über 15 km klassisch. Im folgenden Jahr lief sie bei den Nordischen Skiweltmeisterschaften in Falun auf den 52. Platz über 15 km klassisch, auf den 50. Rang über 30 km Freistil und zusammen mit Nancy Fiddler, Nina Kemppel und Leslie Thompson auf den achten Platz in der Staffel.